# Lotononis hirsuta
Lotononis hirsuta là một loài thực vật có hoa trong họ Đậu. Loài này được (Thunb.) D.Dietr. miêu tả khoa học đầu tiên.